# Soelito Gohr
Soelito Gohr (* 14. September 1973) ist ein brasilianischer Radrennfahrer und Paracycler (C5).

## Sportliche Laufbahn
1995 erlitt Soelito Gohr einen schweren Unfall beim Straßentraining, bei dem er mit einem Laster kollidierte. Er benötigte zwei Jahre, bis er wieder gesundheitlich rehabilitiert war. Bei dem Unfall wurde sein Rückenmark verletzt, und in der Folge ist die Beweglichkeit einer seiner Arme stark eingeschränkt.

### Als Elite-Rennfahrer
Soelito Gohr wurde 2003 brasilianischer Vizemeister im Straßenrennen. Im Jahr darauf entschied er eine Etappe bei der Volta Ciclistica de Porto Alegre sowie zwei Etappen und die Gesamtwertung bei der Volta Ciclística Internacional do Paraná für sich. Zudem wurde er nationaler Vizemeister im Zeitfahren. In der Saison 2006 gewann Gohr das Straßenrennen bei der brasilianischen Straßenradmeisterschaft sowie eine Etappe und die Gesamtwertung bei der Volta do Litoral Paranaense. Er fuhr unter anderem für die Mannschaft Scott-Marcondes Cesar-São José dos Campos, die seit 2007 eine Lizenz als Continental Team besaß.

### Als Paracycler
2007 ließ sich Gohr für Paracycling klassifizieren. Bei den Sommer-Paralympics 2008 in Peking belegte er in der Klasse LC1 in der Einerverfolgung Platz vier. 2009 sowie 2010 wurde er Weltmeister im Straßenrennen.
Bei den UCI-Paracycling-Bahnweltmeisterschaften 2014 in Aguascalientes errang Gohr die Goldmedaille im Scratch in der übergreifenden Klasse MC1–5, im Jahr darauf bei der WM in Apeldoorn gewann er Silber im Scratch. Bei den Sommer-Paralympics 2016 in Rio de Janeiro belegte er im Straßenrennen Platz acht.

## Doping
Im Rahmen der Parapan American Games, der Panamerikaspiele für behinderte Sportler, wurde Gohr am 26. August 2019 positiv auf die verbotene Substanz SARM LGD-4033 getestet und in der Folge vorläufig suspendiert. Seine dort erzielten Ergebnisse wurden annulliert, und er wurde für zwölf Monate suspendiert.

## Erfolge

### Elite
2004
- Prolog Volta Ciclistica de Porto Alegre
- zwei Etappen und Gesamtwertung Volta Ciclística Internacional do Paraná

2006
- Brasilianischer Meister – Straßenrennen

2009
- Mannschaftszeitfahren Tour do Brasil Volta Ciclística de São Paulo-Internacional

### Paracycling
2009
- Weltmeister – Straßenrennen

2010
- Weltmeister – Straßenrennen

2011
- Weltmeisterschaft – Straßenrennen

2014
- Weltmeister – Scratch (MC1–5)

2015
- Weltmeisterschaft – Scratch (MC1–5)

## Teams
- 2007 Scott-Marcondes Cesar-São José dos Campos
- 2009 Gamaia-São Jose dos Campos
- 2010 Scott-Marcondes Cesar-São José dos Campos (bis 31. August)
- 2013 GRCE Memorial-Prefeitura de Santos-Giant
- 2014 Memorial-Prefeitura de Santos (bis 25. Juli)